# Soumarské rašeliniště
Soumarské rašeliniště je rašeliniště a naučná stezka zhruba 5 km západně od města Volary v okrese Prachatice v Národním parku Šumava.

## Popis
Rašeliniště se nachází v blízkosti osady Soumarský Most. Rozkládá se na levém břehu Teplé Vltavy, ze severu jej ohraničuje železniční trať Strakonice–Volary a na východě Jedlový potok. Pozemek o rozloze cca 85 hektarů patří městu Volary, oblast o nadmořské výšce od 741 do 750 metrů spravuje Správa NP a CHKO Šumava.
Název oblasti tematicky souvisí se Zlatou stezkou, po níž Šumavu přecházeli soumaři při přepravě soli z tehdejšího samostatného Pasovska do Čech a zemědělských produktů opačným směrem.

### Naučná stezka s rozhlednou
Jde o jedno z několika veřejnosti přístupných šumavských rašelinišť. Od roku 2012 jím vede naučná stezka, otevřená dne 24. května u příležitosti Evropského dne parků. Stezka je jeden a půl kilometru dlouhá a přístupná pouze od června do října z důvodu ochrany silně ohroženého tetřívka obecného. Prochází místy, kde se do roku 2000 průmyslově těžila rašelina, proto byl pro snazší a bezpečné používání vybudován chodník. 85 % financí (86 tisíc eur) se podařilo získat dotaci z programu příhraniční spolupráce Česká republika - Svobodný stát Bavorsko.
Součástí stezky je také dřevěná vyhlídková věž, vybudovaná v období od září do listopadu 2011. Celkem měří 9,2 m a vyhlídková plošina, ke které vede 31 schodů, se nachází ve výšce 6,2 m. V těsné blízkosti rašeliniště se nachází řada bunkrů lehkého opevnění.

## Galerie

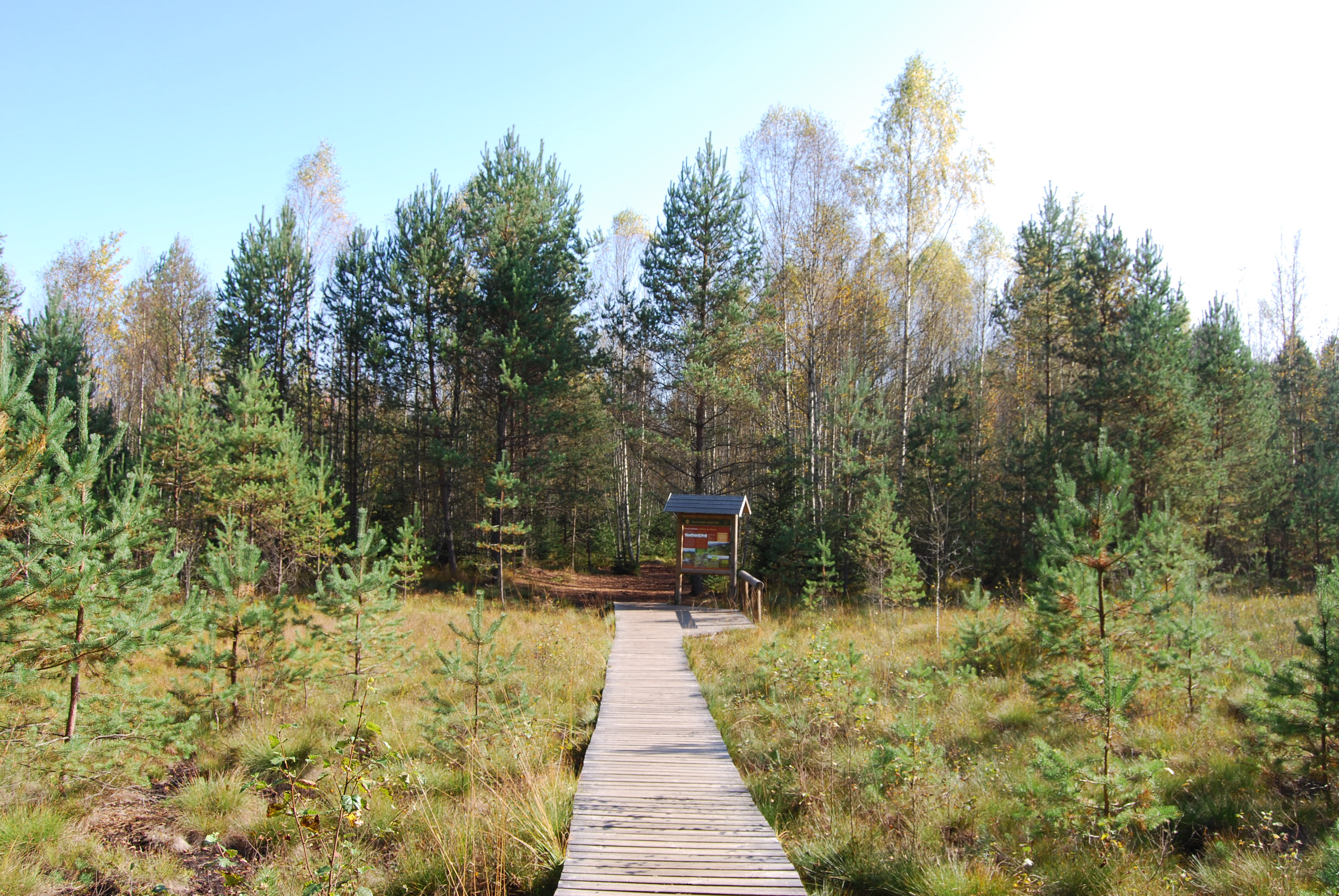
Dřevěný chodník
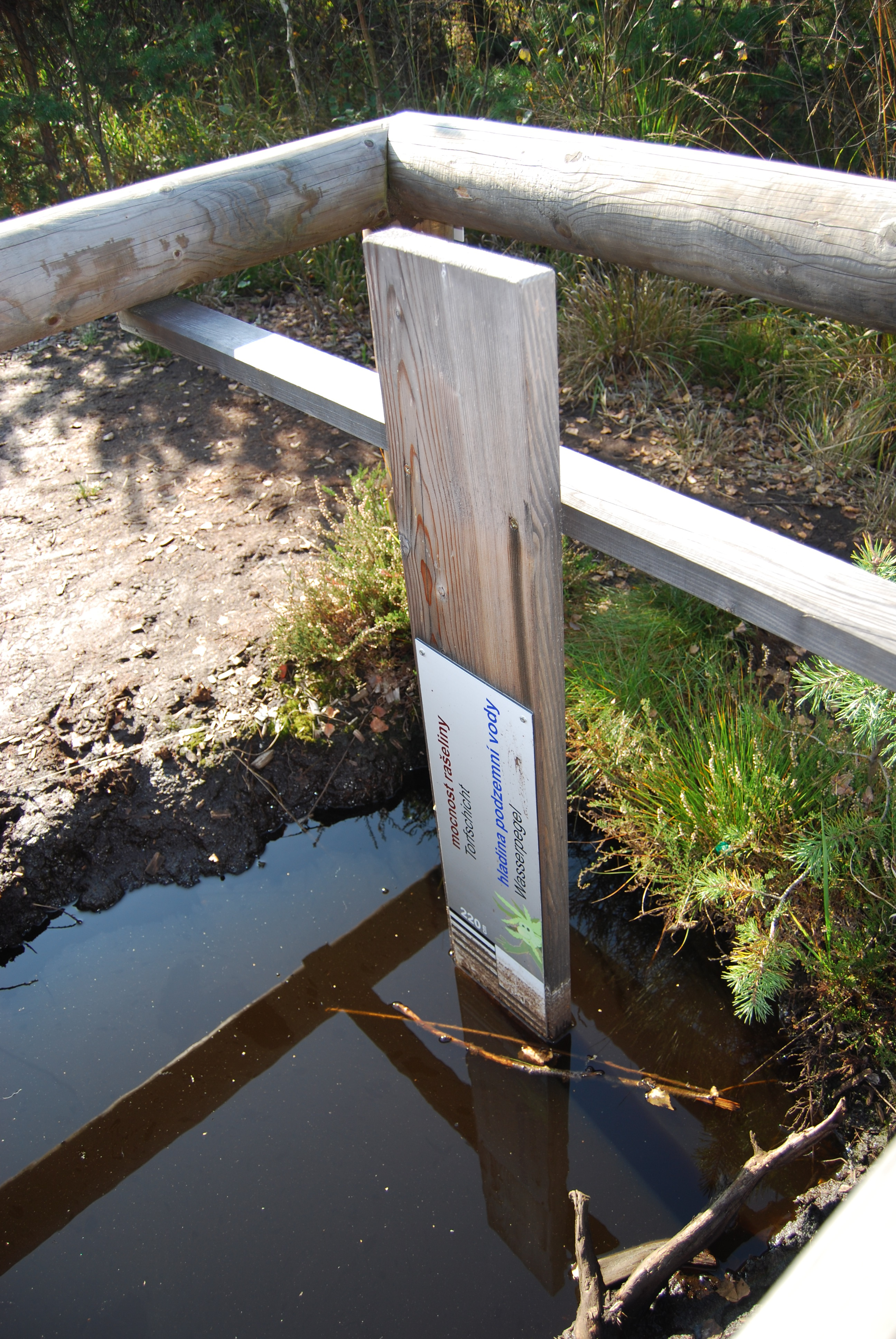
Ukazatel mocnosti rašeliny a podzemní vody
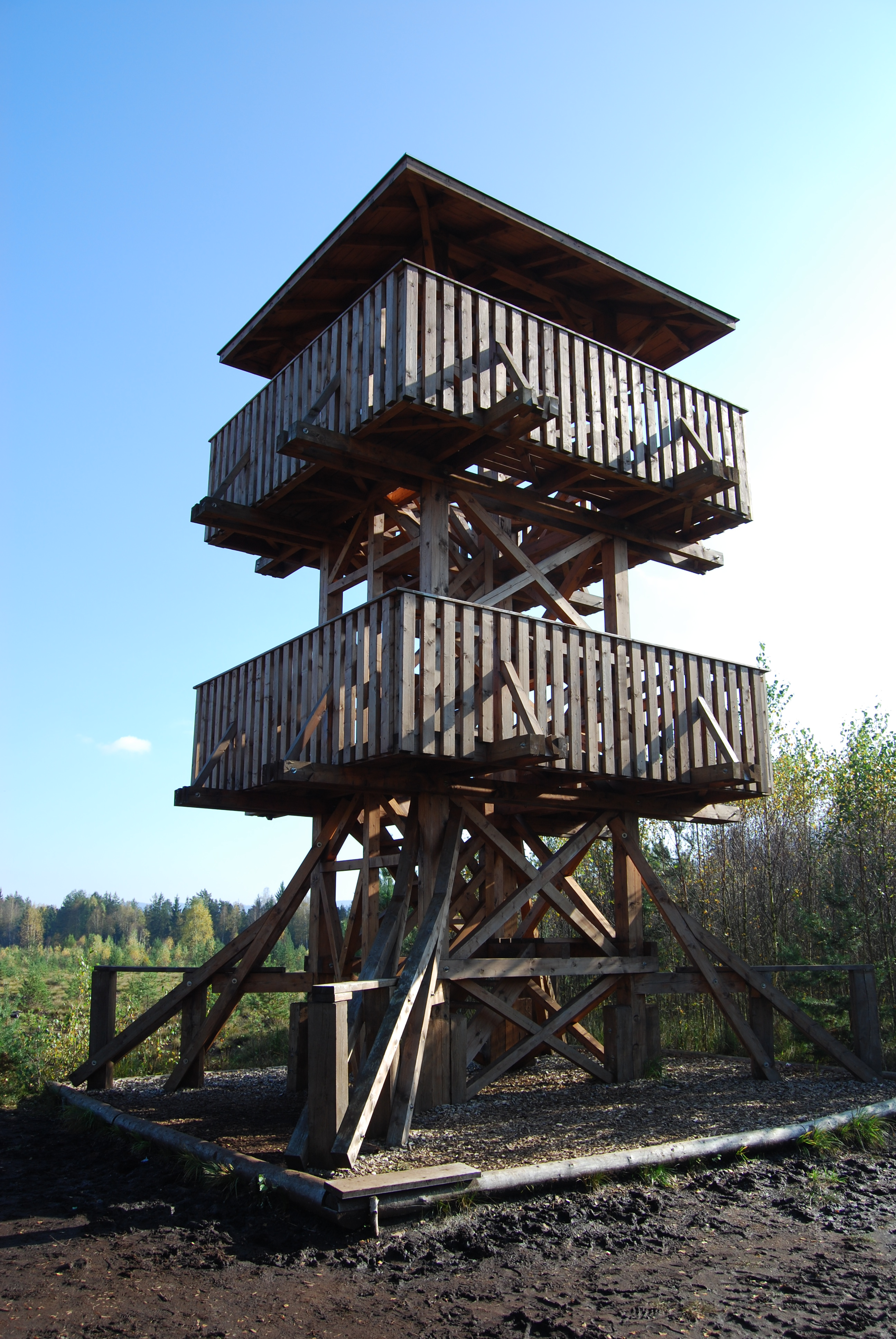
Vyhlídková věž
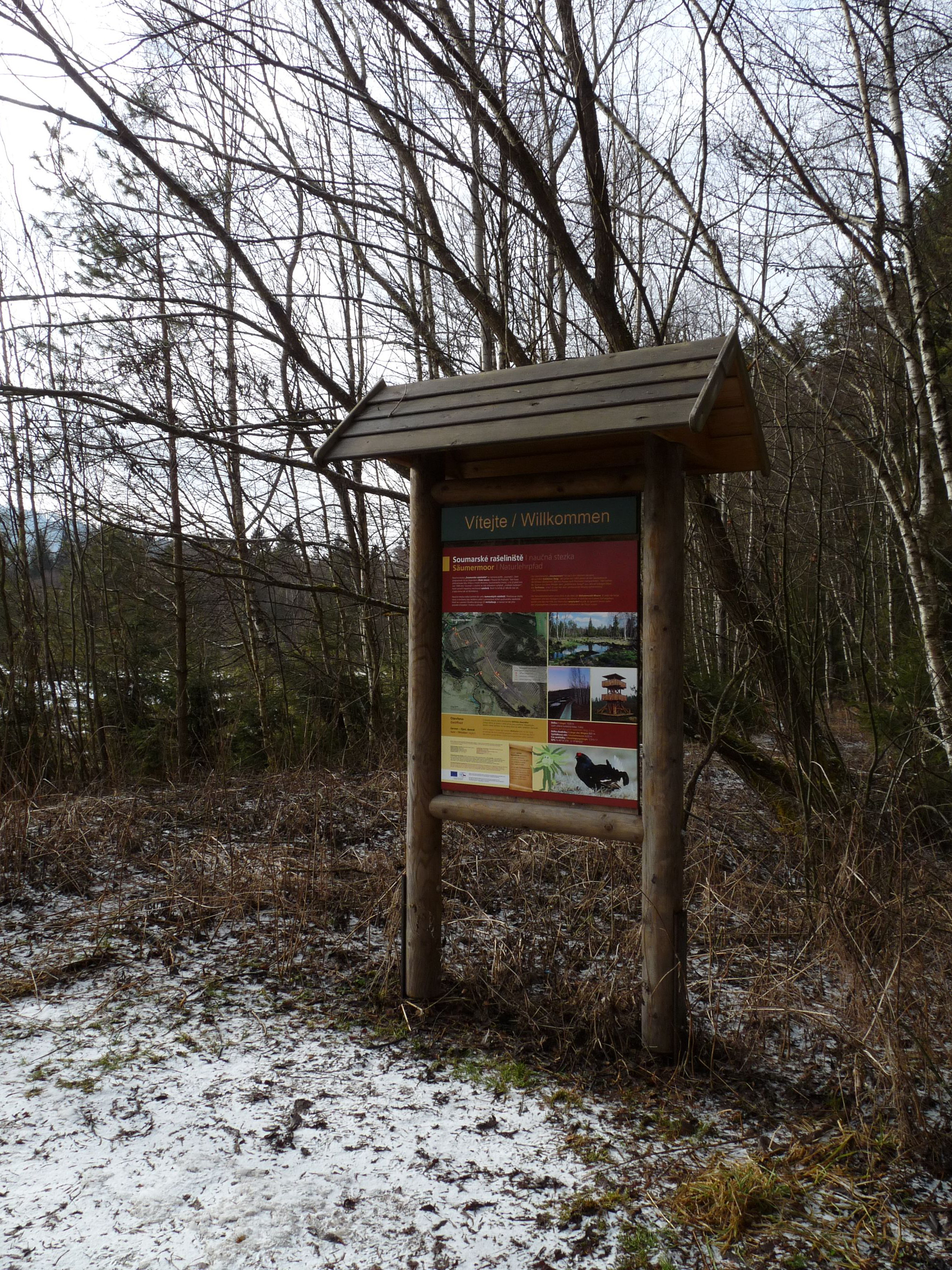
Informační tabule naučné stezky
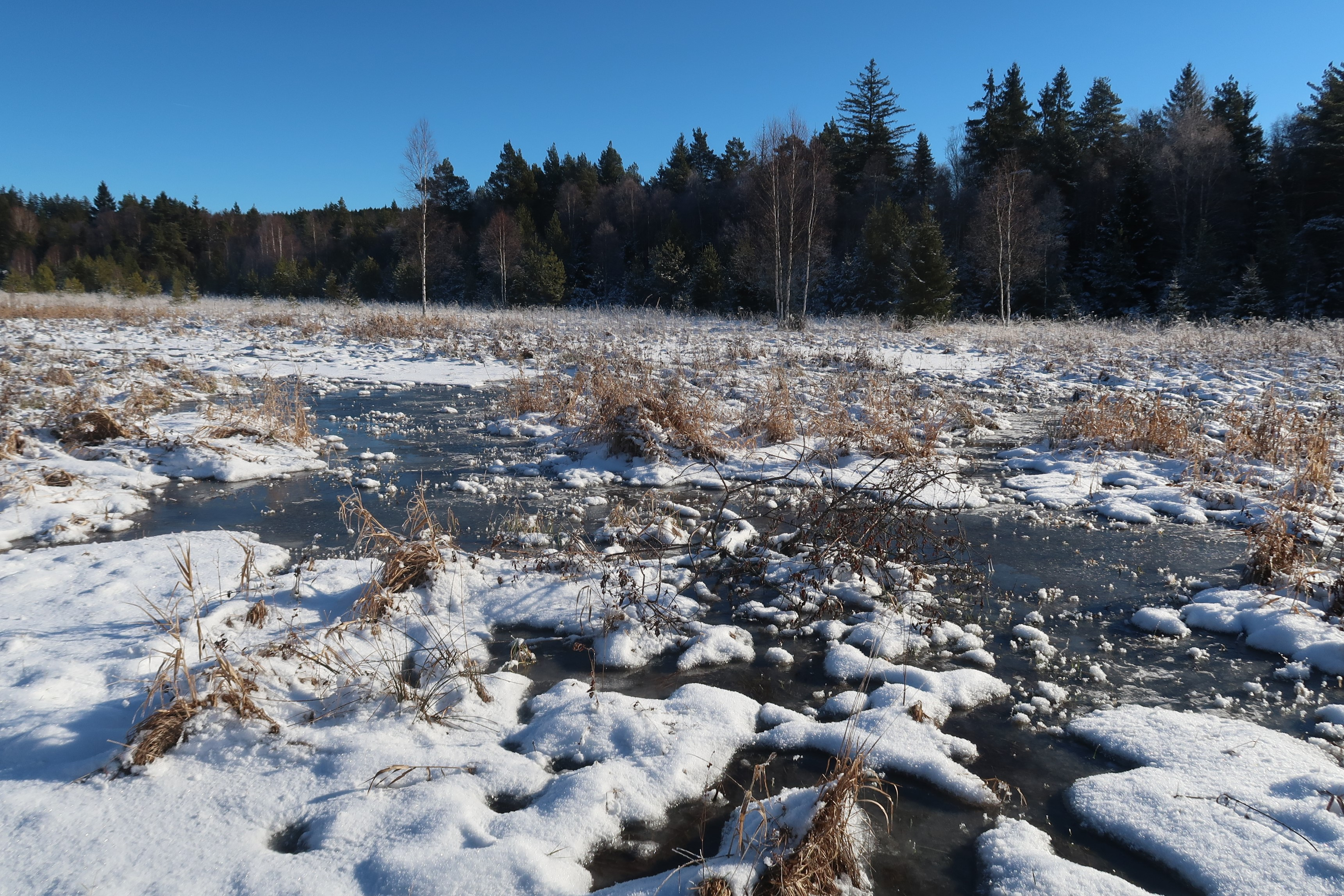
Soumarské rašeliniště v zimě
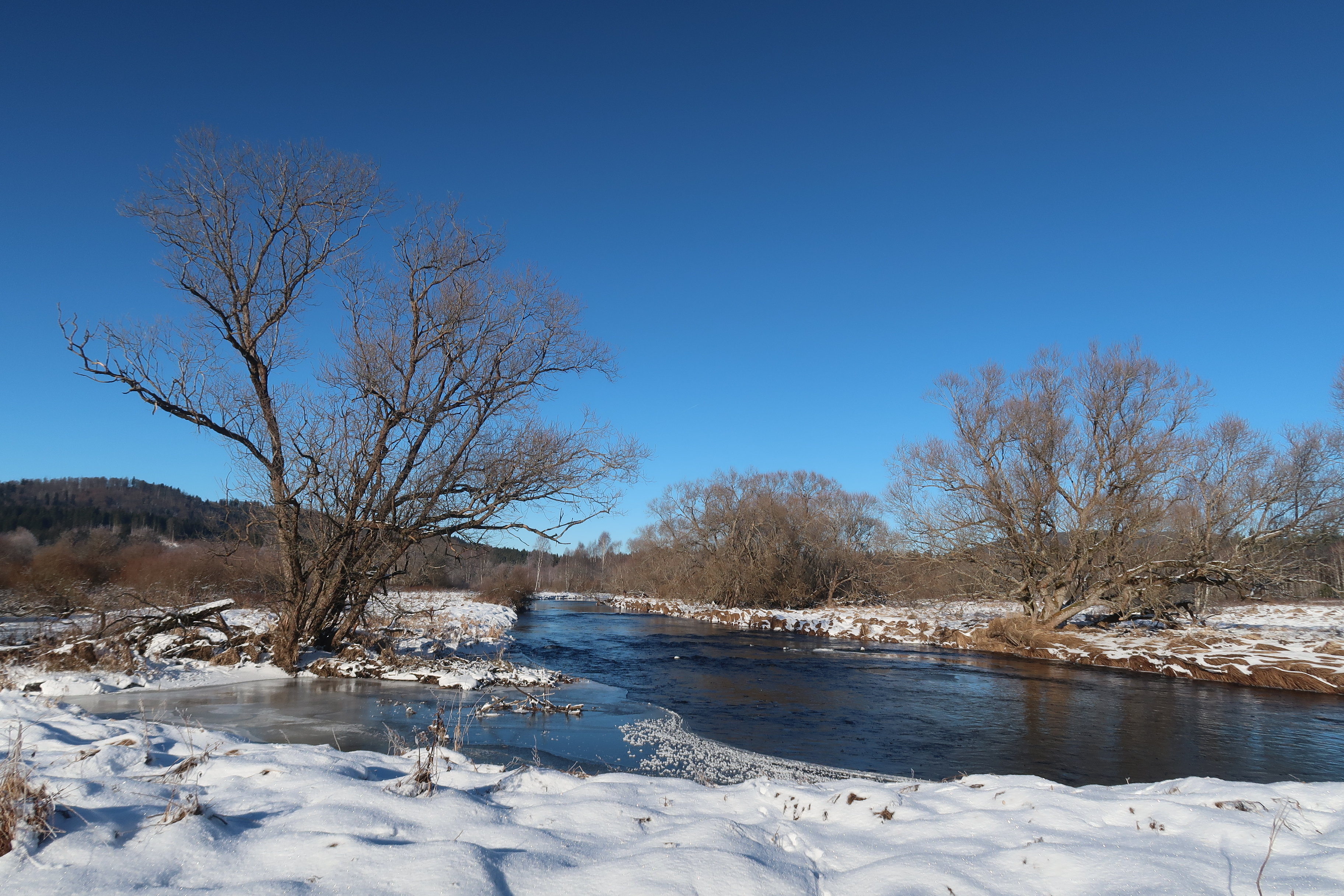
Teplá Vltava na Soumarském rašeliništi
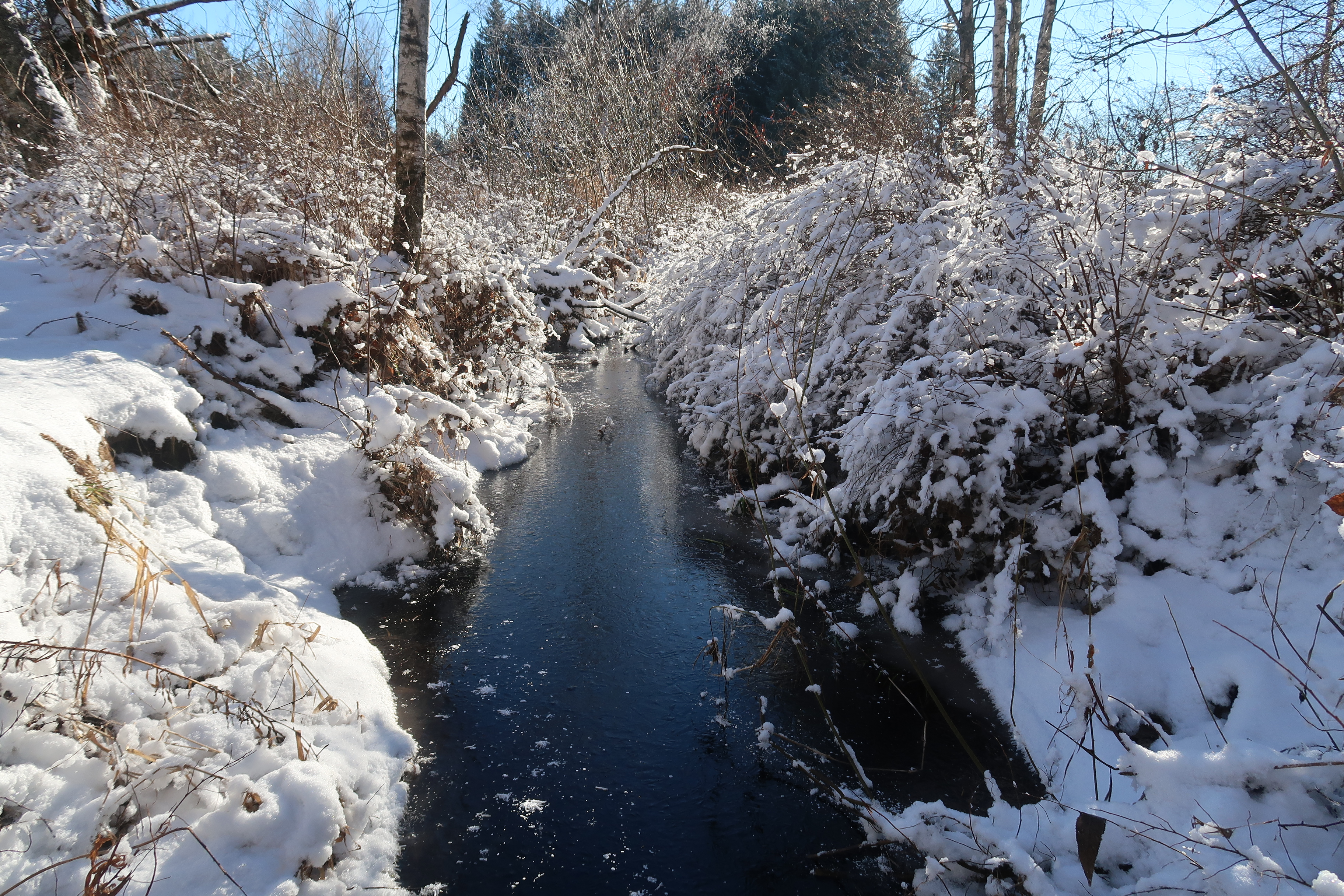
Jedlový potok na Soumarském rašeliništi
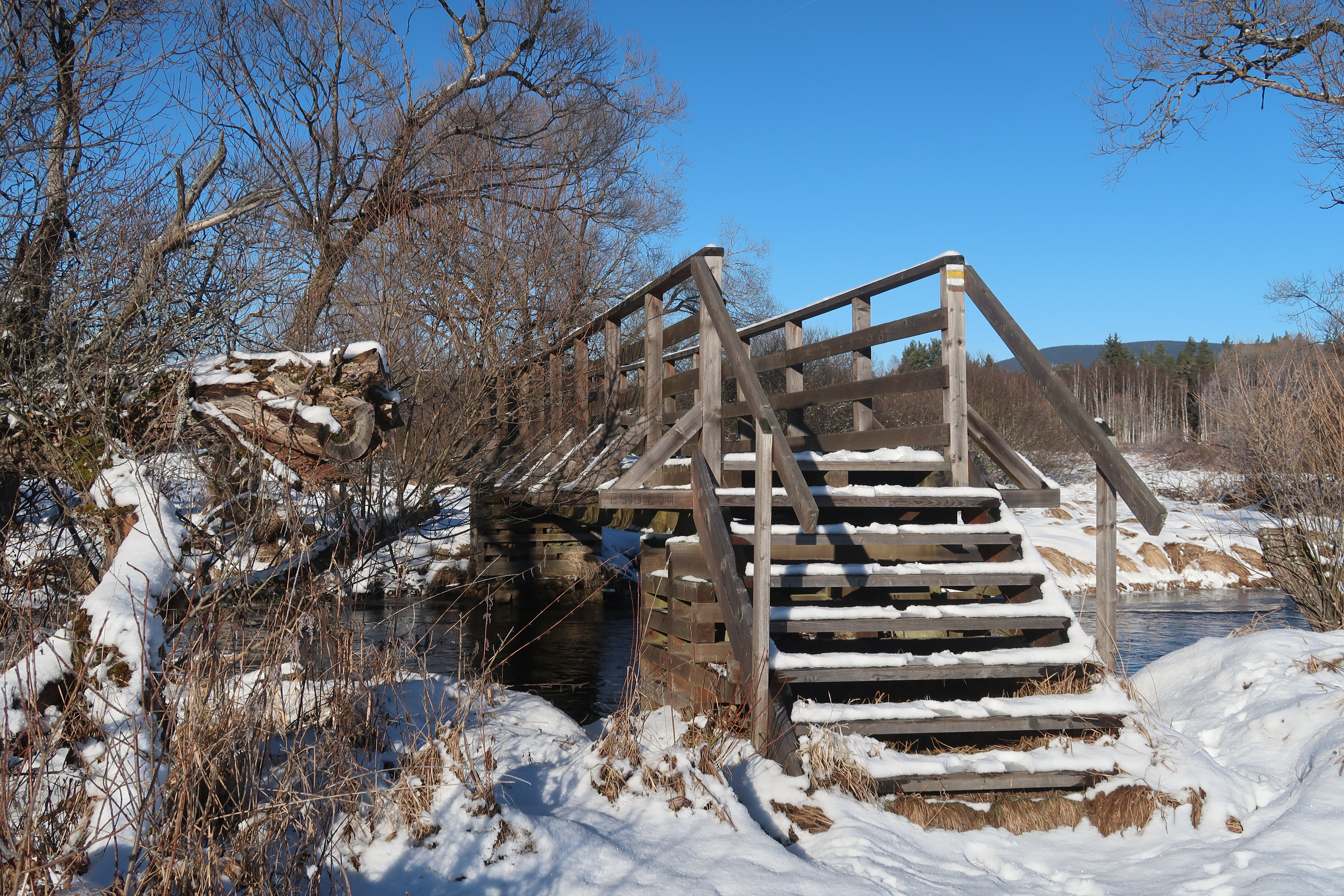
Lávka přes Vltavu u Dobré
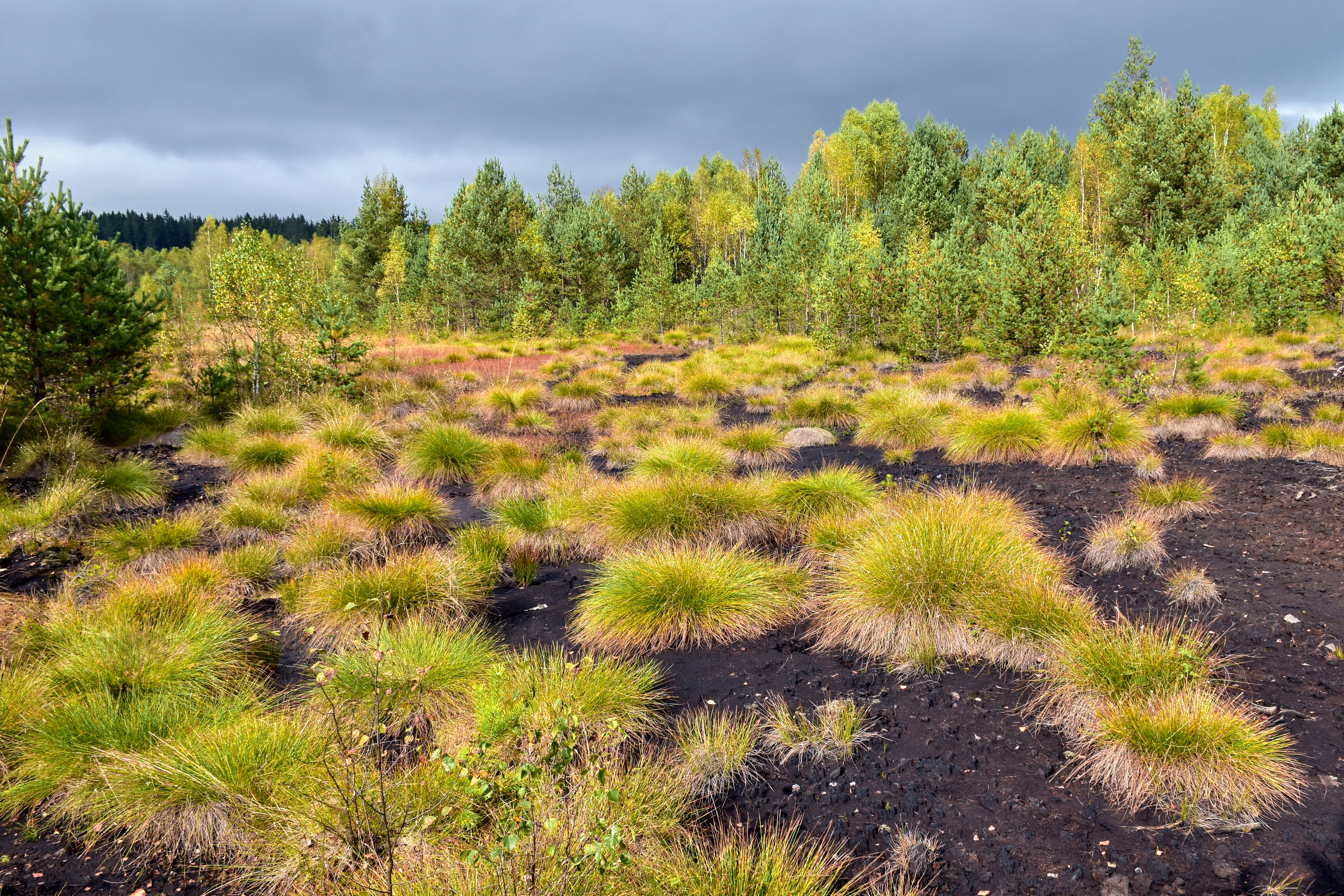
Soumarské rašeliniště